# Sagum

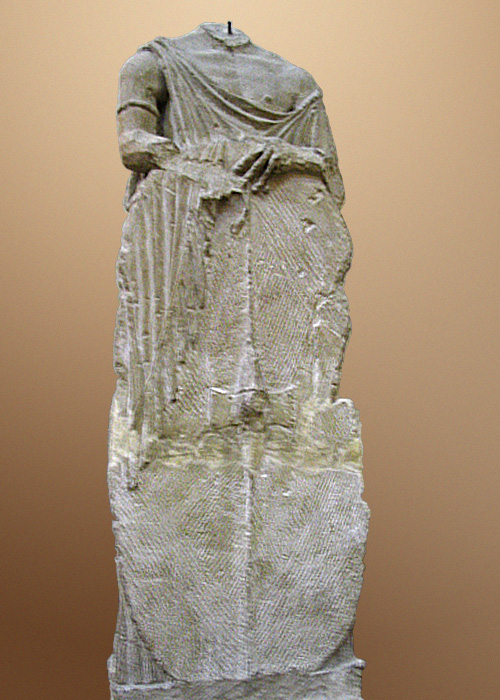
Statue eines Sagum tragenden gallischen Kriegers mit Schild aus dem ersten Jahrhundert v. Chr.

Das Sagum (Lehnwort aus dem Keltischen sagon) war ein antiker Manteltyp, der aus einem rechteckigen Stück Wollstoff gefertigt war. Das obere Drittel des Mantels wurde umgeschlagen und diente als zusätzlicher Feuchtigkeitsschutz der Schultern. Bei schlechter Witterung wurde der Mantel über den Kopf gezogen. Geschlossen wurde das Sagum mit einer Fibel auf der rechten Schulter. Es wurde auch als Lagerstatt auf den Boden gelegt oder diente als Decke.
Das Sagum war ursprünglich ein keltisches Kleidungsstück und wurde auch von verwandten Völkern wie den Iberern und Germanen verwendet. Über den kriegerischen Kontakt der Römer mit den Kelten wurde es in das römische Heerwesen übernommen und vor allem von römischen Soldaten getragen. Es konnte sprichwörtlich für das Militär schlechthin stehen: sagum sumere (wörtlich: „das Sagum anziehen“) bedeutete „in den Krieg ziehen“. Das Sagum stand damit im Gegensatz zur Toga, dem in Zeiten des Friedens getragenen Mantel. Auch der Liktor trug das Sagum, wenn er den Beamten in die Provinz begleitete.
Besonders in der Kaiserzeit war das Tragen des sagum in Rom auch mit Ritualen der Trauer verknüpft.